# دره مارینر

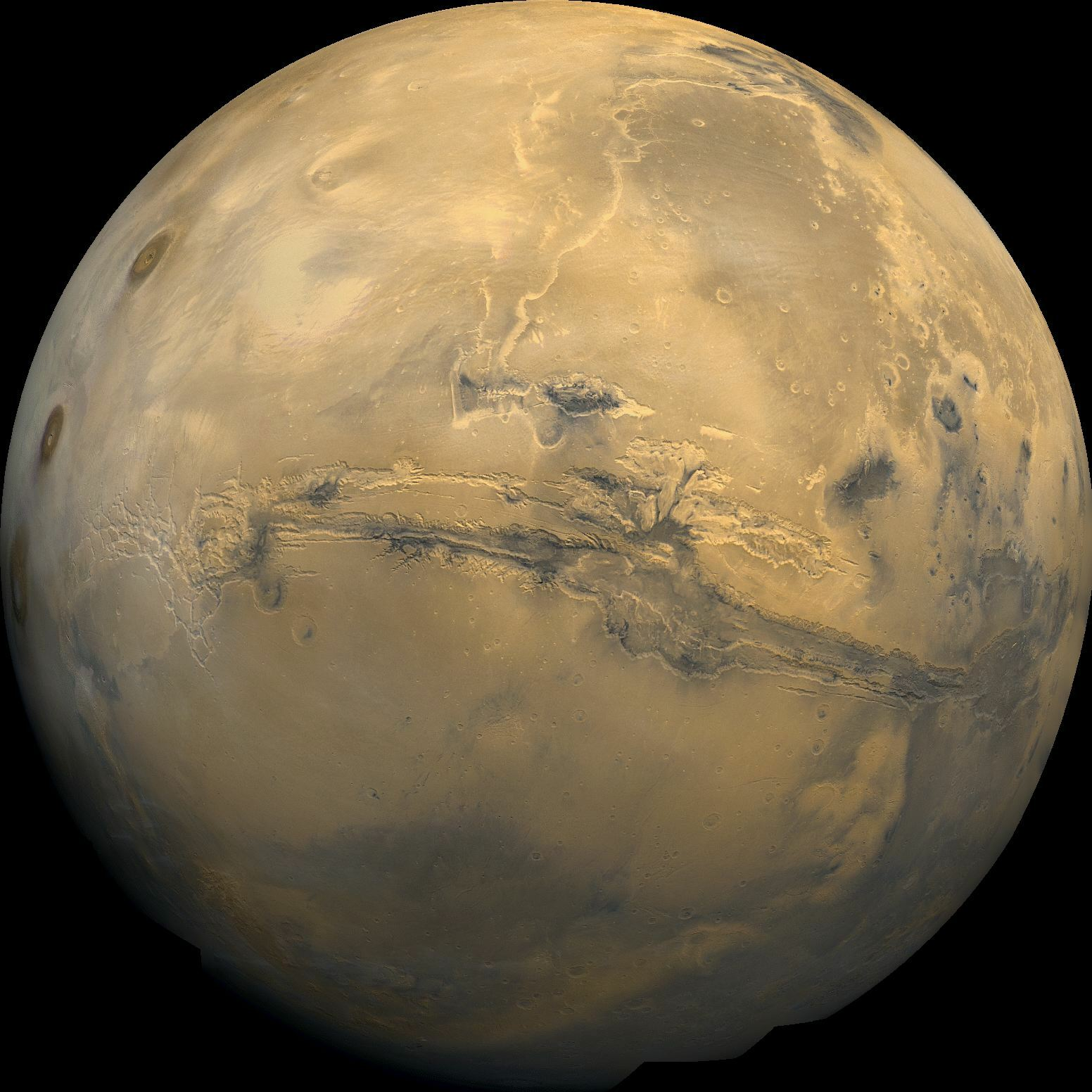
دره‌وار مارینر خراش درازی را بر روی چهره مریخ بر جای گذاشته‌است.

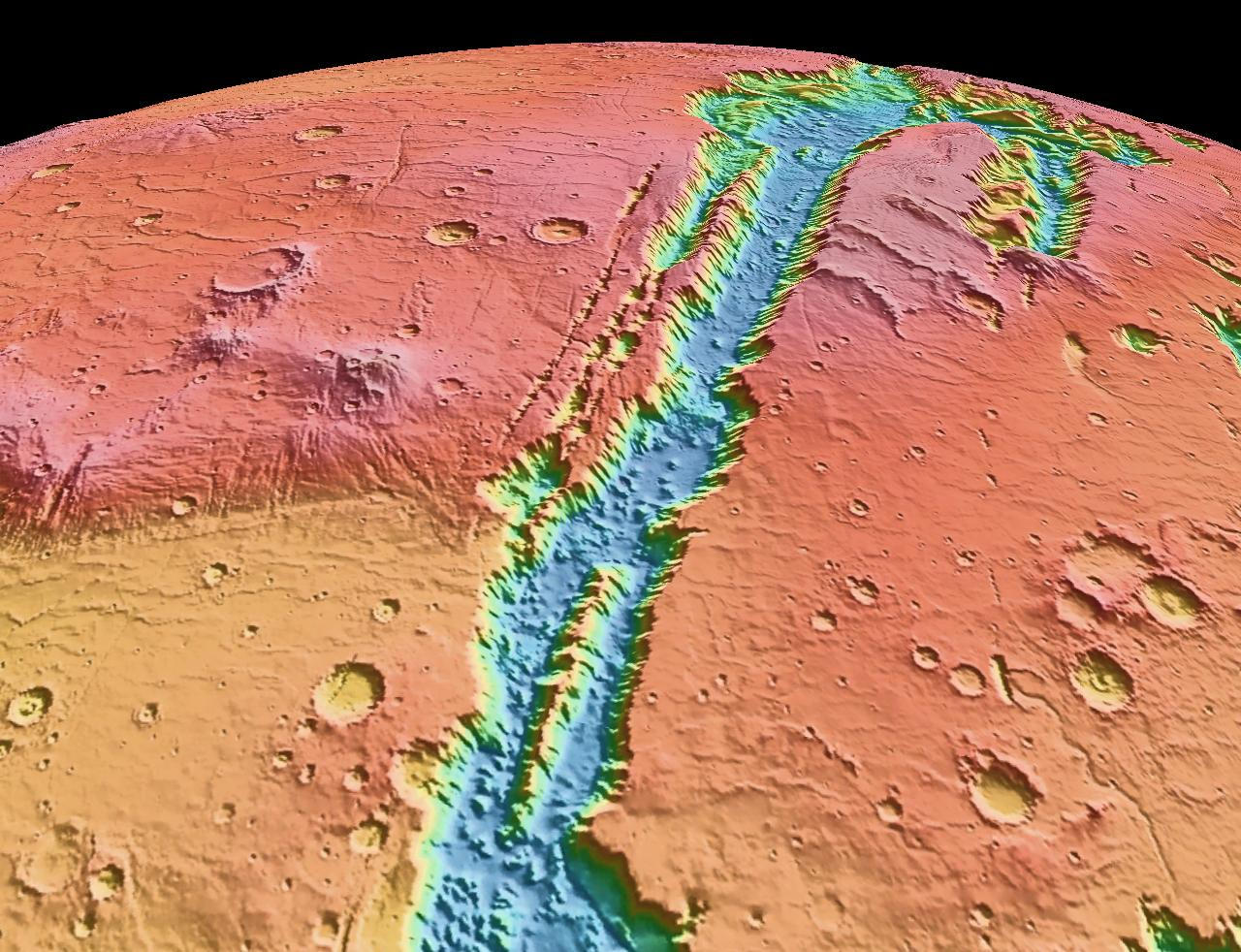
نمای توپوگرافی دره‌وار مارینر

درهٔ مارینر (به لاتین: Valles Marineris) نام دره ژرف بسیار بزرگی بر سطح کره بهرام (مریخ) و یکی از بزرگ‌ترین دره‌ها در منظومه خورشیدی است.
نام دره مارینر به مدارگرد مارینر ۹ اشاره دارد.

## ابعاد
درازای این دره بیش از 4 هزار کیلومتر یعنی تقریباً برابر با طول ایالات متحده است. دره‌وار مارینر ۲۰۰ کیلومتر عرض دارد و در بعضی جاها حتی پهن‌تر است یعنی پهنای آن بزرگتر از طول گرند کنیون روی زمین است. ژرفای دره‌وار مارینر نیز ۷ کیلومتر، یعنی طولانی‌تر از بلندترین کوه‌ها بر روی زمین است.
دره مارینر می‌تواند محل خوبی برای برپا کردن پایگاه جهت اسکان بر روی مریخ باشد، زیرا فشار جوی در آن بیشتر از سطح عادی مریخ است. میانگین فشار جوی بر روی مریخ به‌طور معمول ۱۷۰ بار ضعیف‌تر از کره زمین است اما در کف دره‌وار مارینر این فشار ۹۰ بار کمتر از زمین است.

## پیدایش
هنوز جواب قطعی برای چگونگی پدید آمدن این دره وجود ندارد. یکی از گمانه‌ها این است که به خاطر فرسایش با آب به‌وجود آمده یعنی در میلیاردها سال گذشته که گمان می‌رود بر روی این سیاره آب وجود داشته‌است. دره‌وار مارینر به ناحیه وصل است که بر روی آن کانال‌های پرشماری دیده می‌شود که ظاهراً جریان آب آن‌ها را کنده‌است و این مسئله این گمانه را تقویت می‌کند.
گمانه دیگر این است که روان شدن گدازه‌ها در کندن این دره‌وار دست داشته‌اند.

## نگارخانه

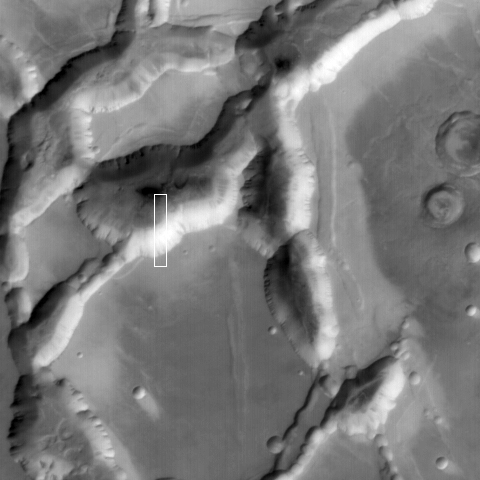
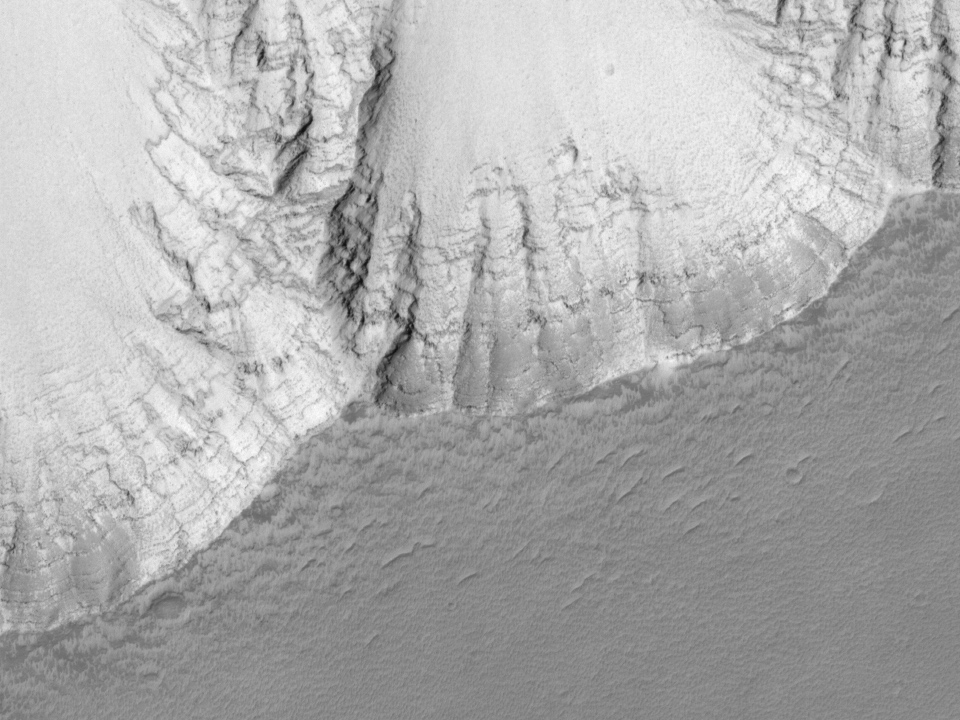
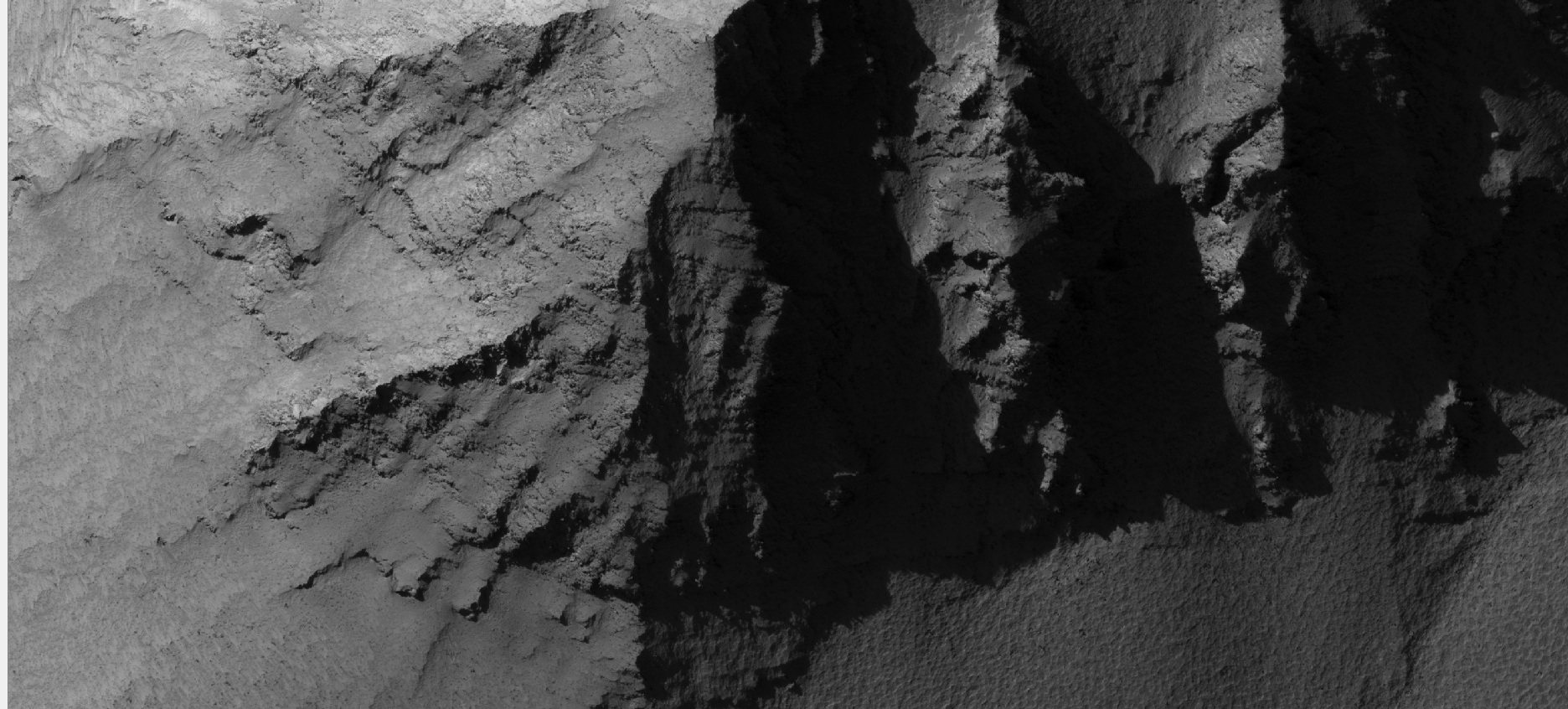
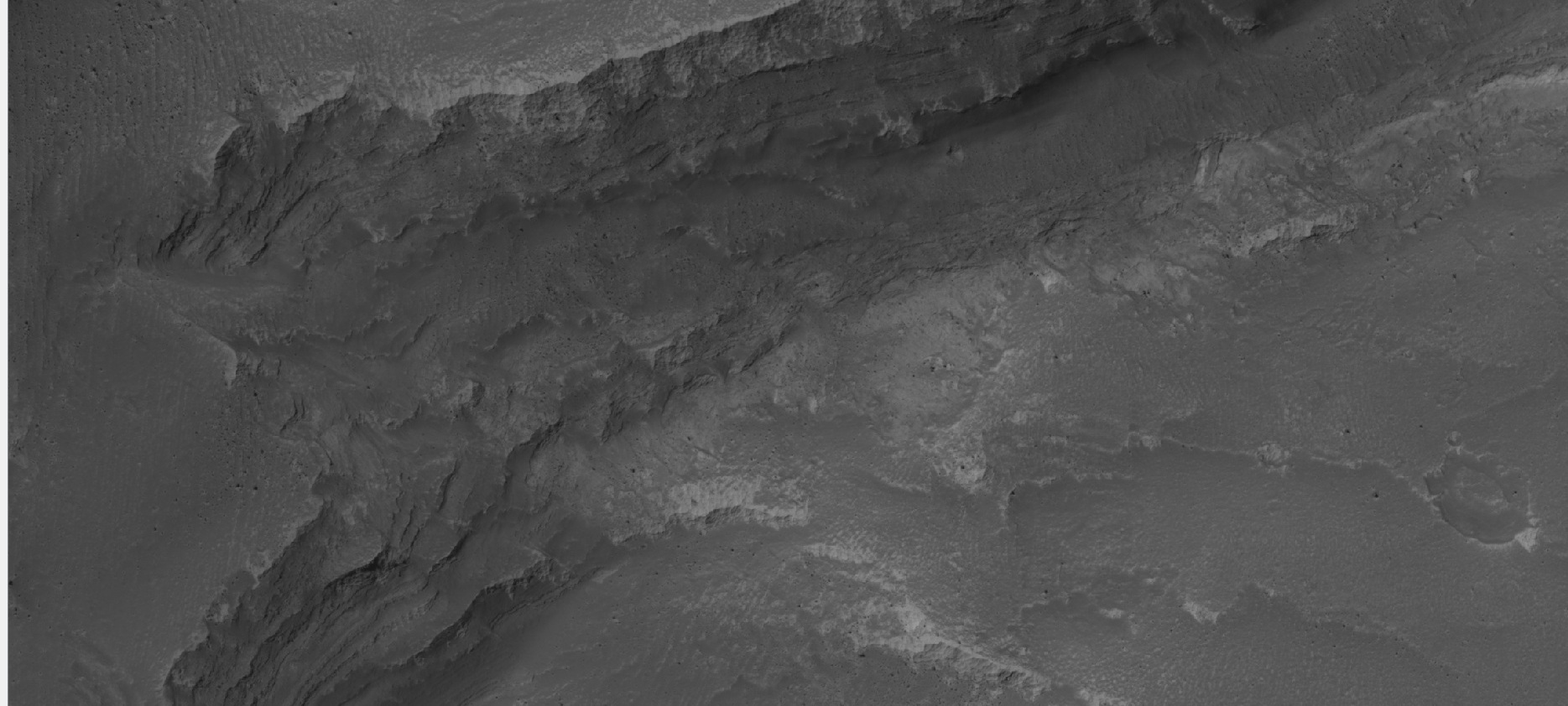
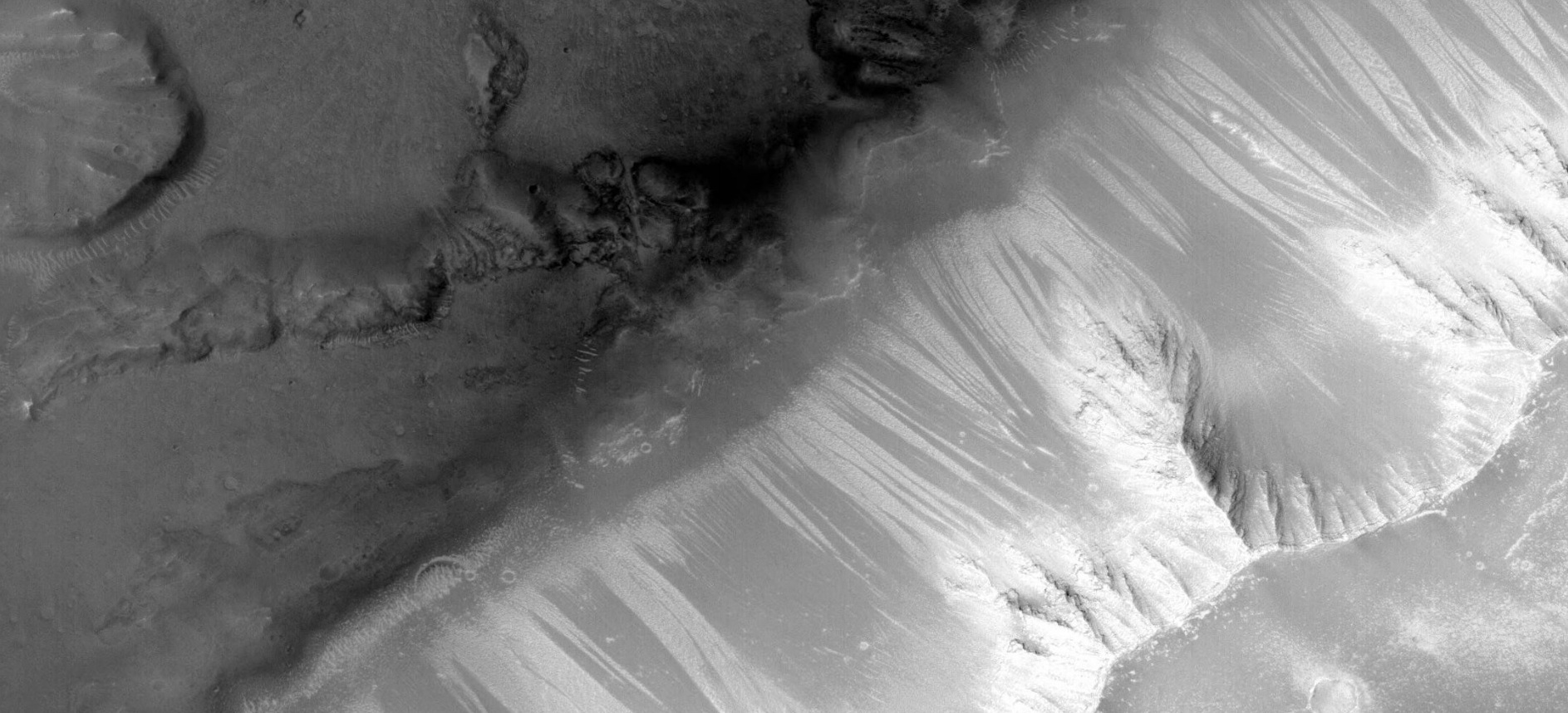
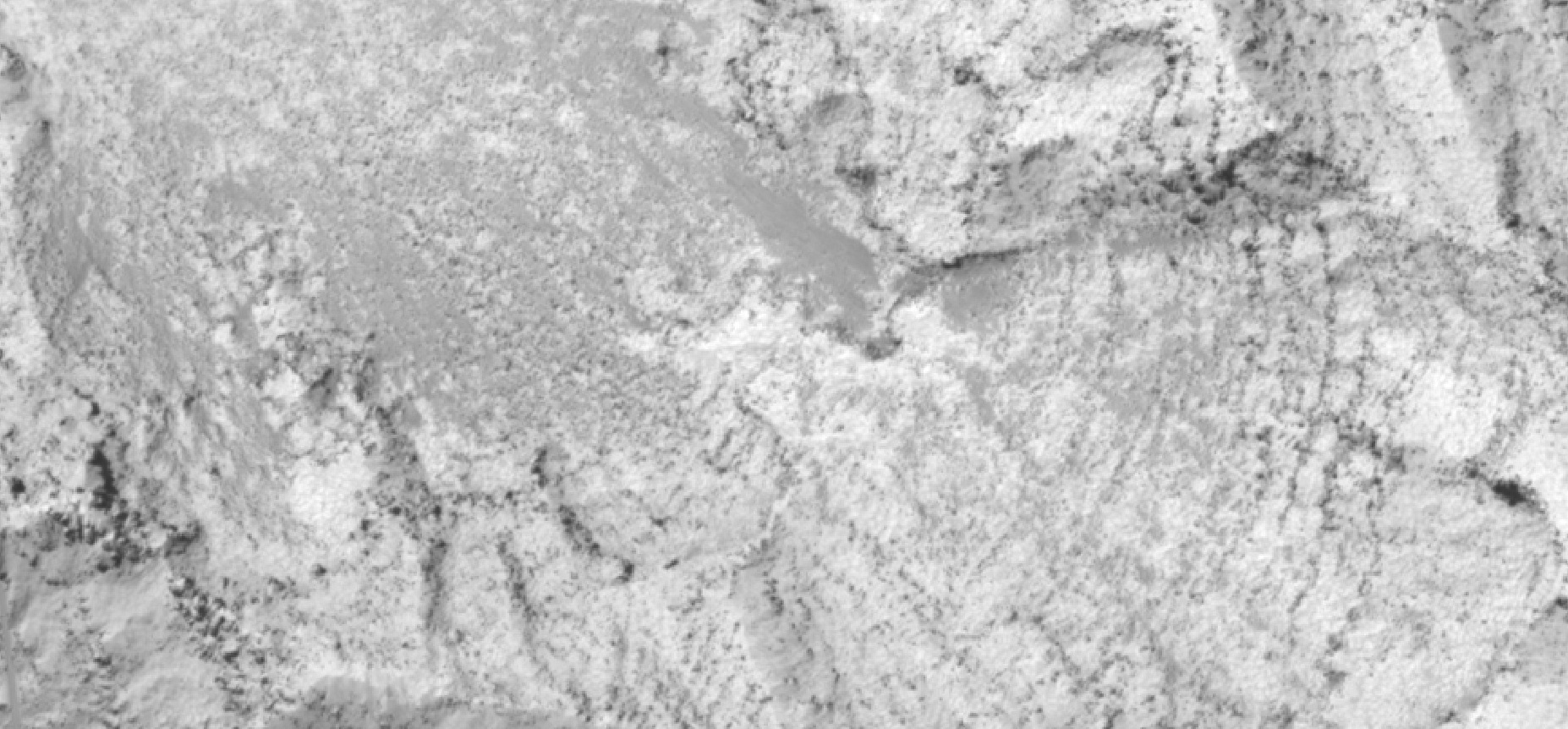
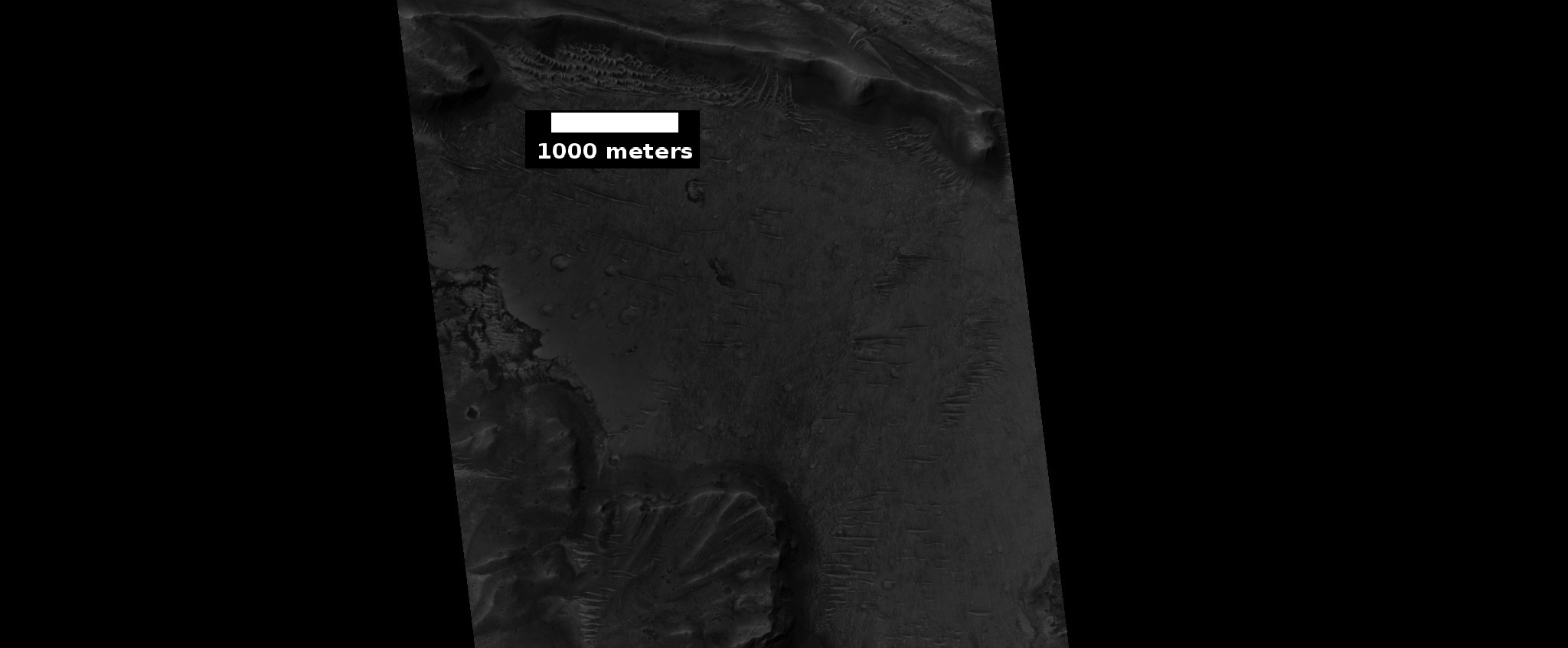
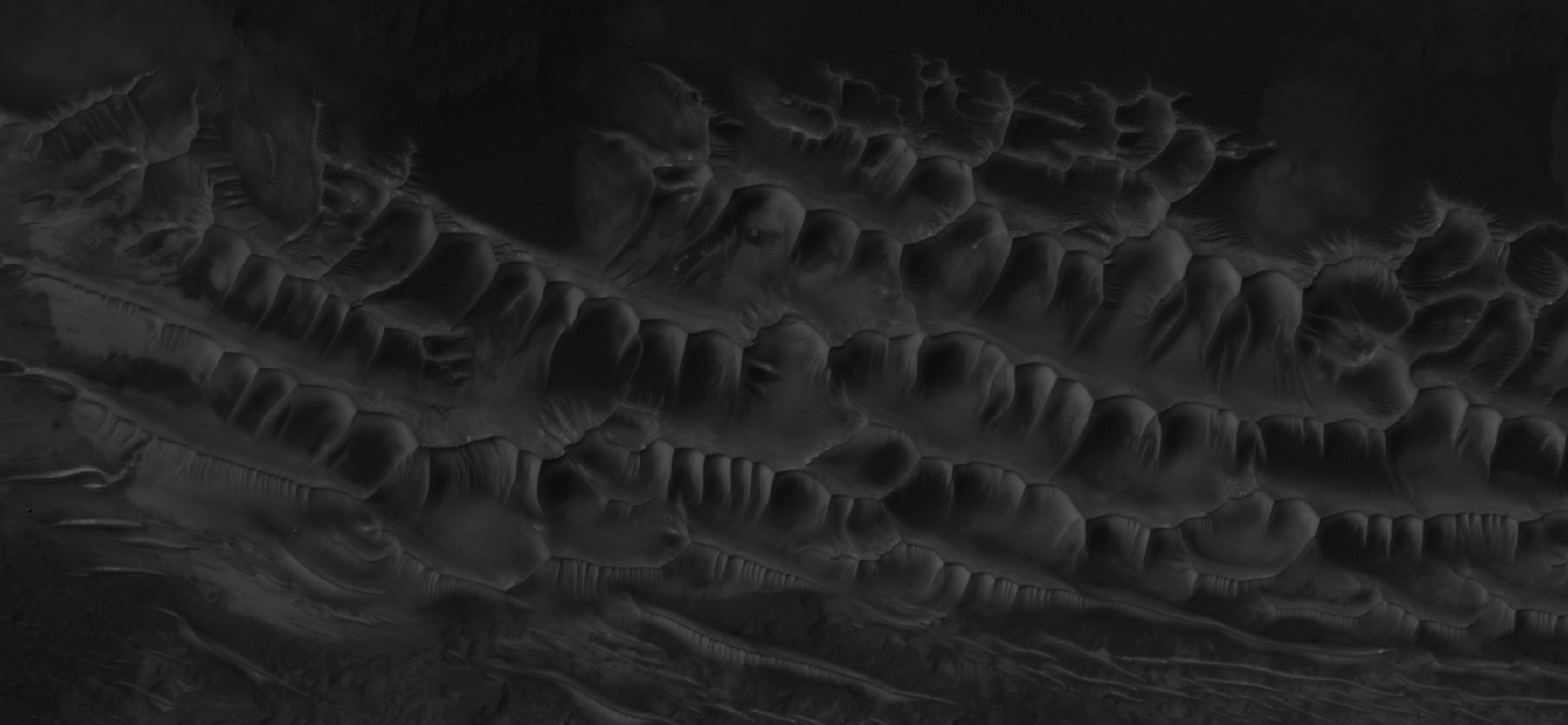
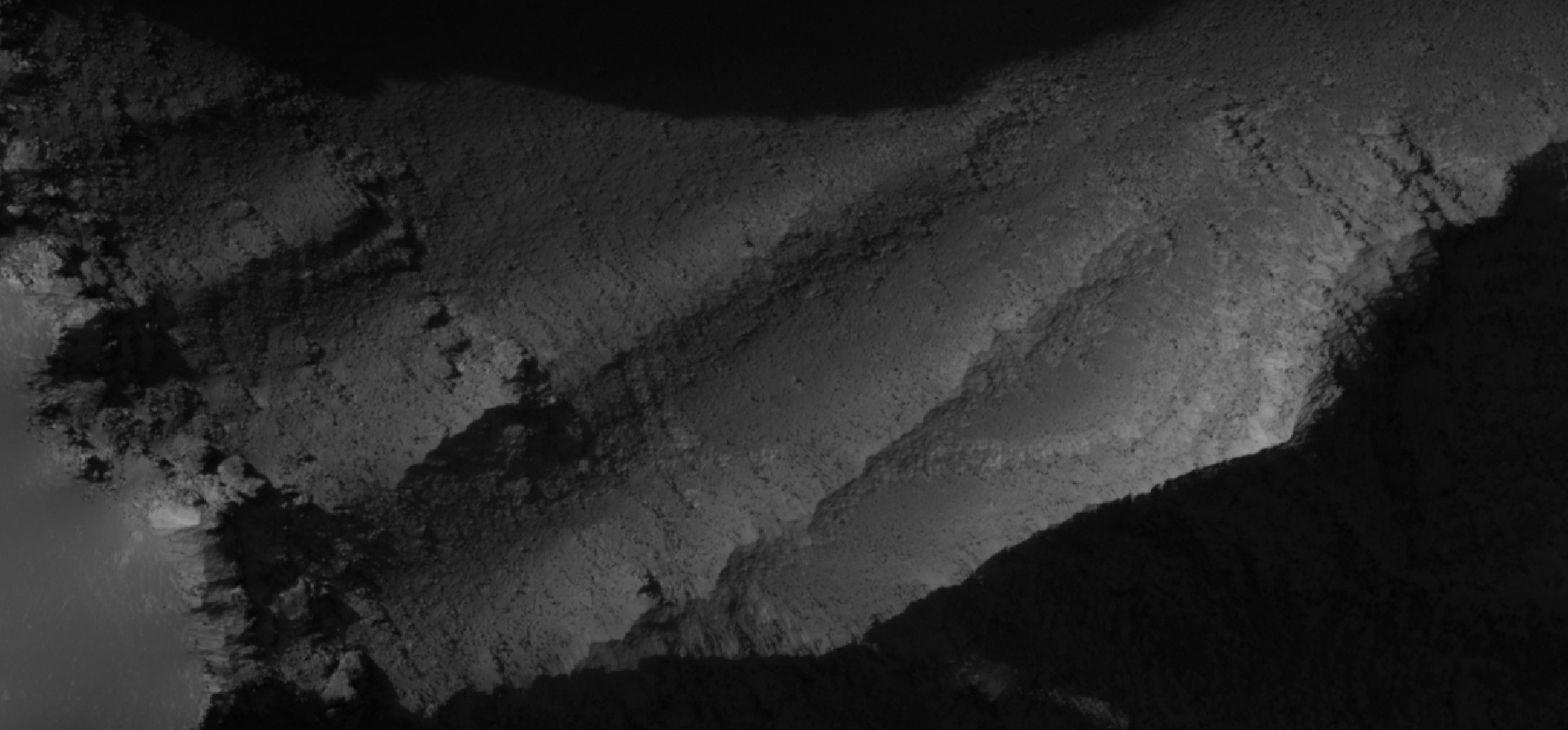